# ويليام جاي بابكوك
ويليام جاي بابكوك (بالإنجليزية: William J. Babcock)‏ هو عسكري أمريكي، ولد في 8 أبريل 1841 في غريسولد في الولايات المتحدة، وتوفي في 29 أكتوبر 1897.